# Dayane Rocha
Dayane de Fátima da Rocha, nota semplicemente come Dayane Rocha (Curitiba, 13 maggio 1985), è una giocatrice di calcio a 5 ed ex calciatrice brasiliana, pivot del Rovigo Orange.

## Carriera
Proveniente dal calcio a 11, in quella disciplina ha giocato nei ruoli di centrocampista e attaccante nei campionati brasiliano, francese, spagnolo e italiano, inoltre vanta alcune convocazioni nella nazionale brasiliana con la quale ha conquistato una medaglia d'argento ai Giochi della XXVIII Olimpiade di Atene 2004.

## Palmarès

### Calcio a 5
- Serie A Élite (calcio a 5 femminile): 1

Olimpus: 2016-2017